# 小孩不笨2 (电视剧)
《小孩不笨2》是新加坡新傳媒電視播放的一個新加坡電視連續劇，共13集，每集半小時。改編自新傳媒星霖電影公司於2006年發行的同名電影《小孩不笨2》，监制人是苏美莲。《小孩不笨2》從9月23日起，每逢星期六晚上9時，通过新加坡新傳媒電視8頻道播出。《小孩不笨》情景喜剧是同名电影的翻版，《小孩不笨2》却脱离翻版风，改而延续电影剧情。是一部轻松喜剧，故事講述三個學生的家庭壓力，探討的是新加坡教育制度弊病，包括新加坡華語問題等。故事以滑稽的方式表達了普遍家長對孩子的錯誤管教方式，並透過兩個中學生（楊學謙和成才）來表現出少年在青春時期的戀愛情節和青春叛逆時期的心理。與原版電影不同的是，此電視連續劇中使用到的語言有：華語（普通話）、閩南語（新加坡福建話）、英語（新加坡英语）和少許馬來語。

## 劇情
自從林成才的父親去世後，成才回到了學校，他下定決心努力讀書，回報父親的愛。在符老師的鼓勵下，他也參加了學校的武術協會，正面地發揚中華武術。
Tom（楊學謙）和Jerry（楊學強）的家庭也有了變化，父親Steven被派往上海工作，母親秀梅辭去了雜誌編輯的工作，當特約記者，以方便自己在家照顧兩個孩子和婆婆，母兼父職的她面對教育孩子的問題，婆媳相處上，時而遇到問題頗為困難。
成才把組屋出租，賺取零用錢，Tom邀請成才住到他家中住。成才不想寄人籬下，也擔心Tom的母親不喜歡他。於是，Tom的弟弟Jerry開始出主意，設局讓媽媽答應此事。不料卻弄巧成拙，鬧出笑話，幸虧已受感動的秀梅，最後請成才一起入住，令成才無限感激。
家中多了一個不相關的成員，摩擦自然多了起來。首先，女傭Yati對成才大小眼，陽奉陰違，不肯幫成才清理房間、洗衣服，不但對成才白眼，也把做錯的事推到成才身上，讓他蒙受不白之冤。奶奶愛孫心切，對成才雖然也疼愛，卻難以避免地被大小眼，好東西都留給孫子，導致Tom對奶奶不滿，婆孫起了爭執。懂事後就沒和女人相處過的成才，束手無策，幸虧學校的年輕老師郝樂天傳授和女人相處的秘笈，才讓Tom和成才慢慢開啟了他們的心。
郝樂天乃E世代人類，活潑開朗，和學生們沒有鴻溝，提倡賞識教育的他，最不喜歡說話傷害人。學校裡的女英文老師陳潔對他有好感，擺明追求他，不曉得拒絕人的郝非常為難，甚至請學生們幫忙向陳潔表態，誰知卻另陳潔更誤會他亦有情。
一向故步自封的符大炳老師和郝老師頻密接觸之後，也受到郝老師的影響，接受起新事物，更體會到賞識、器重一個人的爆發力。符老師毛遂自薦義務幫忙為Jerry和成才補習華文，時常到楊家作客。秀梅和符非常投契，成了好朋友，符更時常幫忙處理楊家男人做的粗重事。時常到楊家作客的老闆娘，成才的監護人對奶奶危言聳聽，誤會秀梅和符老師關係親密，搞了一場小風波，幸虧得了孩子們的幫忙，才得以平息。
班上同學晶晶的活潑可愛，讓Tom和成才都情不自禁喜歡上她。有性格的晶晶對二人都若即若離。好奇的Jerry無意中發現了成才對晶晶的情意，成才也知道原來Tom也喜歡晶晶。兩個好朋友，開始互相生嫉，友誼面臨考驗。最後二人決定各自向晶晶表態，結果二人發現原來自己自作多情了，晶晶只把他們當好朋友。晶晶告訴二人，他們尚在讀書，應該把心思放在學業上，要出招比劃，應該在學習場上，才不枉青春歲月。令Tom和成才兩人無比汗顏，決心努力讀書。

### 角色
| 演員     | 角色             | 关系                |
| 李創銳   | 楊學謙（Tom）    | Jerry之兄           |
| 洪賜健   | 林成才           | Tom之好友           |
| 梁智強   | 楊先生（Steven） | Jerry和Tom之父      |
| 向 雲    | 許秀梅           | Jerry和Tom之母      |
| 李佳勳   | 楊學強（Jerry）  | Tom之弟             |
| 黃晶晶   | 阿 金（奶奶）    | Jerry和Tom之祖母。  |
| 黃奕良   | 林先生           | 成才之亡父          |
| 黃家強   | 符大炳（符老師） | 華文老師            |
| Asmiyati | Yati             | 女佣                |
| 趙彩菱   | 陳潔（Miss Tan） |                     |
| 爱雯     | 晶晶             | Tom和成才暗戀對象   |
| 沈煒竣   | 郝樂天（郝老师） | Tom和成才的体育老师 |
| 陳勇銘   | 小胖             |                     |
| 蘇朔安   | 黑臉             |                     |
| 劉玲玲   | 老闆娘           |                     |

### 主題曲
《不再懦弱》
主唱：楊豪、許環

### 插曲
《孤軍作戰》
主唱：洪俊楊

## 参看
- 小孩不笨2
- 小孩不笨

## 外部連結
- 小孩不笨2官方网址（简体中文）